# Aniceto Del Massa
Aniceto Del Massa (Prato, 7 febbraio 1898 – Roma, 7 dicembre 1975) è stato uno scrittore, esoterista e astrologo italiano, di orientamento neopitagorico e antroposofico.
Si descrisse così in una sintesi:
Tutta la mia vita come la vedo dalla sommità di questa forzata inerzia è, infatti, la prova che io non sono mai riuscito in nulla. Ciò premesso proseguiamo. Zen ed altro.»
(Aniceto Del Massa)

## Biografia
Autodidatta, personalità poliedrica, di difficile classificazione, anomala e trasversale nel panorama culturale italiano del Novecento, ha avuto una vita intensa, segnata da molteplici interessi: letteratura, arte, filosofia, politica, astrologia ed esoterismo neopitagorico, studi sulla razza. Ha attraversato il futurismo e il fascismo, sviluppando teorie in alcuni casi prossime al pensiero anarchico, con molti contatti con la figura di Julius Evola, del quale fu amico e collaboratore.
Dopo essersi arruolato come Sottotenente di complemento ai primi del 1917, alla fine della guerra si iscrive all'Accademia di Belle Arti. Qui prima aderisce al futurismo, poi ai moti fascisti.
A partire dal 1920 ha studiato le opere di Rudolf Steiner, mantenendo una costante adesione al movimento antroposofico nel corso della sua vita.
Mediante la frequentazione di Giorgio de Chirico, entra nell'ambiente spiritualista italiano, partecipa ad alcune sedute spiritiche fatte presso un circolo spiritico toscano denominato "Veritas"; indi aderisce, neopitagorico, alla Schola Italica di Armentano e Reghini. Riguardo alle sue esperienze di tipo metapsichico, ci lascia, nei suoi appunti, queste interessanti note: «è ben difficile quando si evocano forze spirituali non per via diretta ma con l'aiuto di un medium, non cadere in balìa di ciò che non si conosce; così, poi, subentra, la diffidenza per tutto e tutti. Quando in modo particolare codeste forze entrano nei casi della nostra vita privata occorre star bene con gli occhi aperti perché possono accadere dei veri e propri disastri. Lo spiritismo non è un metodo e come via sarebbe troppo facile».
Nel 1924 collabora al mensile di studi iniziatici Atanòr, diretto da Arturo Reghini, sul quale pubblica tre recensioni e un articolo di argomento pitagorico intitolato "Palingenesi e reincarnazione". Sulla stessa rivista, cui Reghini cambia il nome che divènta Ignis, pubblica, nel 1925, un altro articolo sullo stesso argomento, dal titolo "Il Pitagorismo di fronte alla Scienza Occidentale". Il metodo di lavoro è quello che Reghini indica a Del Massa in questi termini: «i collaboratori di Atanòr non sono degli specialisti di occultismo nel senso che a questo termine viene dato dai più ma studiosi e ricercatori i quali, anziché rifuggire da ciò che è scienza e ricerca attuale, si son proposti di mettere sullo stesso piano delle altre la scienza occulta».
Amico di Arturo Reghini, aderì al Gruppo di Ur e alla rivista che ne fu esteriore espressione, forse con lo pseudonimo di "Sagittario", autore di un articolo (Risveglio) pubblicato sulla rassegna evoliana Krur. Tale identificazione tuttavia potrebbe essere errata. Le sue posizioni si inquadrano nell'ambito di una cultura aristocratica in chiave spirituale, che punta a reinterpretare la realtà ordinaria.
A partire dal 1928 comincia la lunga collaborazione al quotidiano La Nazione, sul quale per decenni si occuperà di letteratura e d'arte.
Al crollo del regime, nel 1943 dal fronte polacco torna in Italia: benché sia sempre stato visto con sospetto, in ambito fascista, per le sue idee non ortodosse anzi del tutto autonome, partecipa alla Repubblica Sociale Italiana, col ruolo di dirigente del controspionaggio. In questo periodo aderisce fra gli altri, alle tesi razziali di Evola, promuovendo un'interpretazione in chiave spirituale, non materialista, del concetto di razza. 
Al termine della seconda Guerra Mondiale, viene sottoposto a breve carcere: uscitone, si dedica soprattutto alla critica d'arte, raccoglie le sue riflessioni estetiche in vari libri. Dirige, dal 1952 al 1961, la Terza Pagina del Secolo d'Italia, al quale procura la collaborazione di Julius Evola e di Attilio Mordini, frequenta parecchio Ezra Pound, conosciuto durante l'ultima Guerra, e con lui avvia un lungo dialogo epistolare: lettere oggi in fase di studio.

## Opere
- Atlante dell'incisione moderna (con Vittorio Pica), Rinascimento del Libro, Firenze, 1928.
- Lorenzo Viani, Hoepli, Milano, 1934.
- Gianni Vagnetti, Milano, 1941.
- Cronache. Uomini e idee. Occasioni di critica e d'arte, Vallecchi, Firenze, 1941.
- Poesia. Quaderno primo, Cya, Firenze, 1943.
- Razzismo ebraismo, Mondadori, Verona, 1944.
- Maestri italiani del disegno dal secolo XV al secolo XVIII, Lauricella e Ronzon, Roma, 1957.
- Krimer pittore, Zappa, Sarzana, 1959.
- Sigfrido Bartolini, Ateneo Científico, Literario y Artístico de Madrid, Publicaciones Españolas, 1966.
- Giulio Marelli (catalogo), Edizioni Galleria Canova, Roma (senza data).
- Rembrandt. Le acqueforti (con lo pseudonimo di Pietro Gasti), Ronzon, Roma, 1969.
- Dürer. Le acqueforti (con lo pseudonimo di Pietro Gasti), Ronzon, Roma, 1970.
- Pagine esoteriche, a cura di Angelo Iacovella, La Finestra, Trento, 2001.